# Itália nos Jogos Olímpicos de Inverno de 2002
A Itália participou dos Jogos Olímpicos de Inverno de 2002 em Salt Lake City, nos Estados Unidos. O país estreou nos Jogos em 1924, e em Salt Lake City fez sua 19ª apresentação.

## Medalhas
| Atleta                                                                             | Esporte                                | Evento                           | Medalha |
| ---------------------------------------------------------------------------------- | -------------------------------------- | -------------------------------- | ------- |
| Daniela Ceccarelli                                                                 | Esqui alpino                           | Super-G feminino                 | Ouro    |
| Stefania Belmondo                                                                  | Esqui cross-country                    | 15km largada coletiva feminino   | Ouro    |
| Gabriella Paruzzi                                                                  | Esqui cross-country                    | 30km feminino                    | Ouro    |
| Armin Zöggeler                                                                     | Luge                                   | Individual masculino             | Ouro    |
| Isolde Kostner                                                                     | Esqui alpino                           | Downhill feminino                | Prata   |
| Stefania Belmondo                                                                  | Esqui cross-country                    | 30km feminino                    | Prata   |
| Giorgio Di Centa Fabio Maj Pietro Piller Cottrer Cristian Zorzi                    | Esqui cross-country                    | Revezamento 4x10km masculino     | Prata   |
| Michele Antonioli Maurizio Carnino Fabio Carta Nicola Franceschina Nicola Rodigari | Patinação de velocidade em pista curta | Revezamento 5000m masculino      | Prata   |
| Karen Putzer                                                                       | Esqui alpino                           | Super-G feminino                 | Bronze  |
| Stefania Belmondo                                                                  | Esqui cross-country                    | 10km feminino                    | Bronze  |
| Cristian Zorzi                                                                     | Esqui cross-country                    | Sprint 1,5km masculino           | Bronze  |
| Barbara Fusar Poli Maurizio Margaglio                                              | Patinação artística                    | Dança no gelo                    | Bronze  |
| Lidia Trettel                                                                      | Snowboard                              | Slalom paralelo gigante feminino | Bronze  |